# Họ Nhím chuột
Họ Nhím chuột (Erinaceidae) là một họ thuộc Bộ Eulipotyphla, bao gồm nhím gai và nguyệt thử. Cho đến gần đây, chúng mới được chỉ định vào Bộ Erinaceomorpha, được đổi từ Bộ Chuột chù (Soricomorpha) thành Bộ Eulipotyphla. Họ này được G. Fischer miêu tả năm 1814.
Họ Nhím chuột gồm loài nhím gai nổi tiếng (phân họ Erinaceinae) của lục địa Á-Âu và Châu Phi và các loài nguyệt thử (phân họ Galericinae) của Đông Nam Á. Họ này đã từng được coi là một phần của Bộ Ăn Côn trùng (Insectivora), nhưng bộ này hiện được coi là không còn tồn tại.

## Nét đặc trưng
Nhím chuột thường có hình dạng giống như chuột chù, với mõm dài và đuôi ngắn. Tuy nhiên, chúng lớn hơn nhiều so với chuột chù, dài từ 10 đến 15 cm và nặng từ 40 đến 60 g; trong trường hợp chuột voi đồi, dài từ 26 lên đến 45 cm và nặng từ 1 đến 1,4 kg. Tất cả trừ một loài có năm ngón chân ở mỗi bàn chân, trong một số trường hợp có móng vuốt khỏe để đào bới, và chúng có mắt và tai lớn. Nhím gai sở hữu bộ lông biến đổi thành gai nhọn để tạo thành một lớp bảo vệ trên phần thân trên và sườn, trong khi nguyệt thử chỉ có bộ lông bình thường. Hầu hết các loài có tuyến mùi ở hậu môn, nhưng chúng phát triển tốt hơn nhiều ở các loài nguyệt thử, có thể có mùi rất nồng.
Nhím chuột là loài ăn tạp, với phần lớn chế độ ăn uống của chúng bao gồm côn trùng, giun đất và các động vật không xương sống nhỏ khác. Chúng cũng ăn hạt và trái cây, và đôi khi trứng của chim, cùng với bất kỳ xác thối nào chúng kiếm được. Răng của chúng rất sắc và phù hợp với việc bắt những con mồi không xương sống. Công thức hàm răng cho nhím chuột là: {\displaystyle {\tfrac {2-3.1.4.3}{3.1.2-4.3}}}
Nhím gai là loài sống về đêm, nhưng nguyệt thử thì ít khi như vậy, và có thể hoạt động vào ban ngày. Nhiều loài sống trong các hang đơn giản, trong khi những loài khác xây tổ tạm thời trên bề mặt đất từ lá và cỏ, hoặc trú ẩn trong các khúc gỗ rỗng hay những nơi ẩn nấp tương tự. Nhím chuột là loài động vật sống đơn độc ngoài mùa sinh sản, con cha không có vai trò gì trong việc nuôi hay chăm sóc con non.
Nhím chuột cái sinh con sau một khoảng thời gian mang thai từ sáu đến bảy tuần. Con non sinh ra mù và trần trụi, nhưng chúng bắt đầu mọc gai trong vòng 36 tiếng sau khi sinh.

## Tiến hóa
Nhím chuột là một nhóm động vật nhau thai tương đối nguyên thủy, đã thay đổi rất ít kể từ khi chúng bắt nguồn từ thế Eocen. Cái tên gọi "nhím khổng lồ" (thực ra là nguyệt thử) Deinogalerix, từ thế Miocen của đảo Gargano (một phần của nước Ý ngày nay), có kích thước bằng một con thỏ lớn, và có thể đã ăn thịt động vật có xương sống hoặc xác sống, thay vì côn trùng.

## Phân loại
- Có 12 chi và 43 loài nhím chuột được mô tả.
  - BỘ EULIPOTYPHLA
    - Họ Solenodontidae
    - Họ Talpidae
    - Họ Soricidae
    - †Họ Amphilemuridae
      - †Chi Alsaticopithecus
      - †Chi Amphilemur
      - †Chi Gesneropithex
      - †Chi Macrocranion
      - †Chi Pholidocercus

    - Họ Erinaceidae
      - †Chi Silvacola
      - †Chi Oligoechinus
      - Phân họ Erinaceinae (nhím gai)
        - †Chi Amphechinus
          - †Amphechinus akespensis
          - †Amphechinus arverniensis
          - †Amphechinus baudelotae
          - †Amphechinus edwardsi
          - †Amphechinus ginsburgi
          - †Amphechinus golpeae
          - †Amphechinus horncloudi
          - †Amphechinus intermedius
          - †Amphechinus kreuzae
          - †Amphechinus major
          - †Amphechinus microdus
          - †Amphechinus minutissimus
          - †Amphechinus robinsoni
          - †Amphechinus taatsiingolensis

        - Chi Atelerix
          - Nhím gai lùn châu Phi, Atelerix albiventris
          - Nhím gai Bắc Phi, Atelerix algirus
          - Nhím gai Nam Phi, Atelerix frontalis
          - Nhím gai Somali, Atelerix sclateri

        - Chi Erinaceus
          - Nhím gai Amur, Erinaceus amurensis
          - Nhím gai ngực ngắn phương Nam, Erinaceus concolor
          - Nhím gai châu Âu, Erinaceus europaeus
          - Nhím gai ngực trắng phương Bắc, Erinaceus roumanicus

        - Chi Hemiechinus
          - Nhím gai tai dài Châu Âu, Hemiechinus auritus
          - Nhím gai tai dài Ấn Độ, Hemiechinus collaris

        - Chi Mesechinus
          - Nhím gai Daurian, Mesechinus dauuricus
          - Nhím gai Hugh, Mesechinus hughi
          - Nhím gai rừng Gaoligong, Mesechinus wangi

        - Chi Paraechinus
          - Nhím gai sa mạc, Paraechinus aethiopicus
          - Nhím gai Brandt, Paraechinus hypomelas
          - Nhím gai Ấn Độ, Paraechinus micropus
          - Nhím gai bụng trần, Paraechinus nudiventris

      - Phân họ Galericinae (nguyệt thử)
        - †Chi Deinogalerix
          - †Deinogalerix brevirostris
          - †Deinogalerix freudenthali
          - †Deinogalerix intermedius
          - †Deinogalerix koenigswaldi
          - †Deinogalerix minor

        - Chi Echinosorex
          - Nguyệt thử, Echinosorex gymnura

        - †Chi Galerix
        - Chi Hylomys
          - Nguyệt thử tai dài, Hylomys megalotis
          - Nguyệt thử lùn, Hylomys parvus
          - Chuột voi đồi, Hylomys suillus

        - Chi Neohylomys
          - Nguyệt thử Hainan, Neonylomys hainanensis

        - Chi Neotetracus
          - Dím đuôi dài, Neotetracus sinensis

        - Chi Podogymnura
          - Nguyệt thử Dinagat, Podogymnura aureospinula
          - Nguyệt thử Mindanao, Podogymnura truei

## Hình ảnh

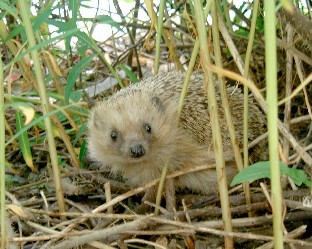
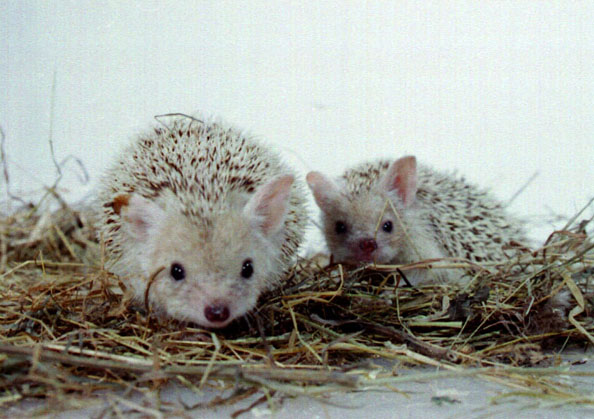
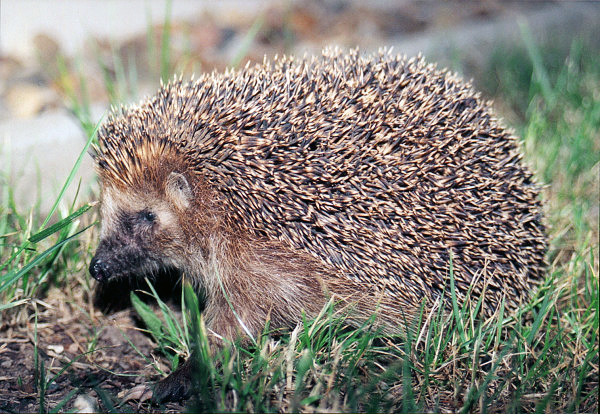
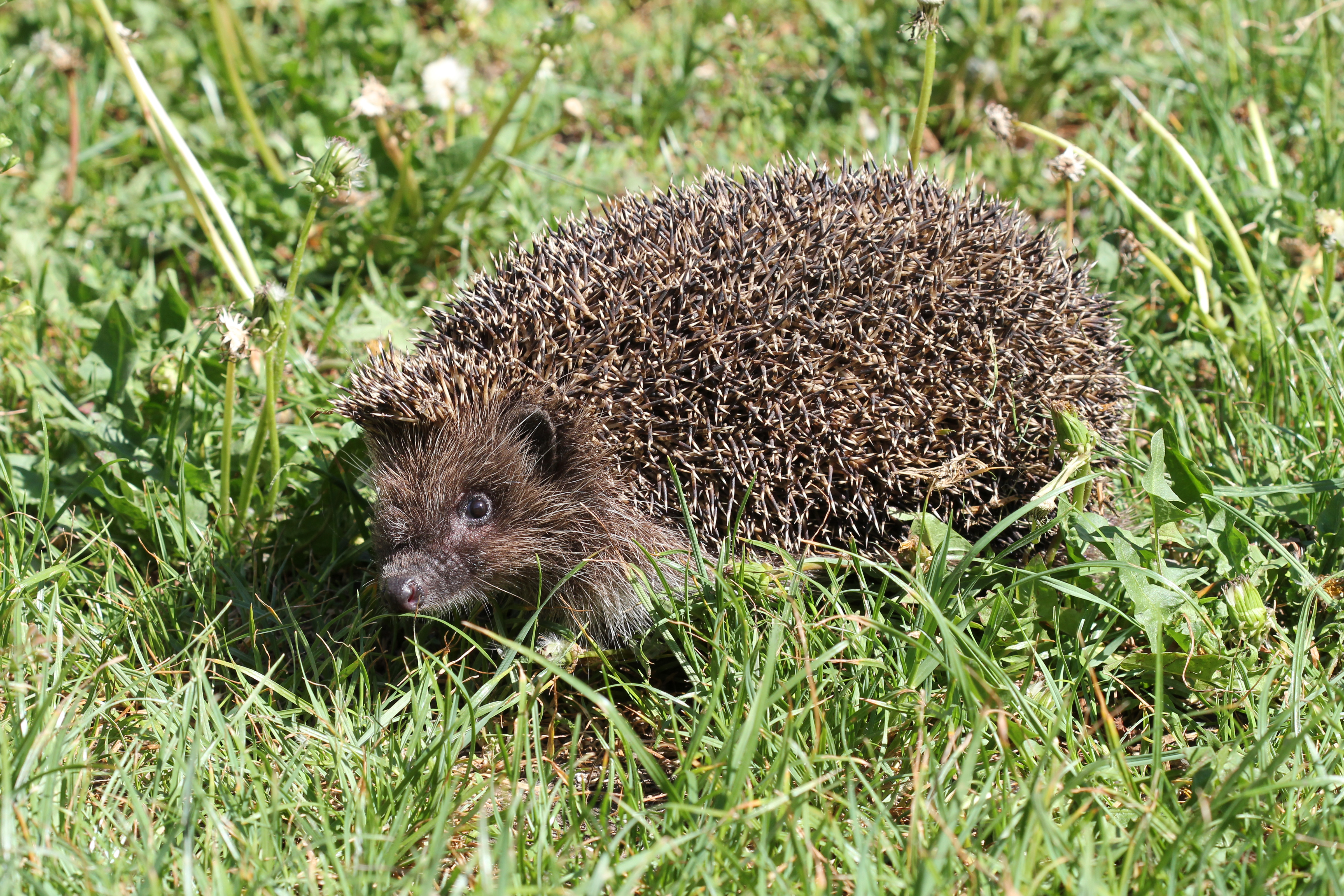